# Beszédaktus-elmélet
A beszédaktus-elmélet szerint a nyelvhasználat nem egyszerűen a cselekvés irányítója, hanem maga a cselekvés is.

## A kezdetek
Arisztotelész Herméneutikája az egyszerű kijelentő mondatokkal és ezek logikán belüli szerepével foglalkozik; alapvető eredményei a tagadásra és a modalitásokra (szükségszerűség, lehetségesség, esetlegesség stb.) vonatkozó megállapítások. Ebben a művében szerepelnek továbbá a későbbi eredmények szempontjából alapvető megkülönböztetések, melyek a kijelentések általánosság és egyetemesség szerinti osztályzásához vezetnek (általános vagy egyedi alanyról szólnak-e, és általánosan vagy részlegesen jelentenek-e ki valamit), továbbá a tagadásokkal kapcsolatban azon észrevételek, melyeket később az ún. logikai négyszög formájában volt szokás összefoglalni.
Hosszú szünet után Koschmieder az 1930-as években újra felvetette a performativitás kérdését. Ő ugyan koincidencia néven említi, és úgy definiálja, hogy „koincidencián értem s szó és a cselekedet egybeesését olyan formában, hogy a szó, amelyet kiejtünk maga a jelölt cselekvés.” (Koschmieder, 1930)
A feszültség a filozófusok és a nyelvészek közti disszonanciából eredt, amelyet valamilyen módon meg kellett oldani. A filozófusok állították, hogy állítás egyetlen feladata a dolgok pillanatnyi állásának leírása, vagy valamilyen tény megállapítása. Ezzel szemben a nyelvtanírók szerint nem minden mondat állítás, felkiáltás, létezik utasítás, vágy, engedményeket kifejező mondat is. Elterjedt az a nézet, hogy számos megnyilatkozás, ami messziről állításnak tűnik, nem az, nem annak szánták, hogy tényeket közöljön a világról. Még a generatív nyelvészek is a nyelvet csakis a gondolkodtató, a nyelven kívüli világ tényeit leíró funkciójának oldaláról vizsgálták. 
Chomsky szerint a nyelv csakis valamilyen gondolkodtató funkciót tölt be, és a kommunikáció egyáltalán nem tartozik a nyelv lényegéhez. A kommunikációs funkciók olyan másodlagos nyelvi jegyek, amelyek csak másodlagosan, használat közben rakódnak a nyelvre. Ha el is ismerték a többi funkciót, mellékes jellegűnek kezelték. Ennek ellenére Chomsky már megfogalmazta azt, hogy nem minden állítás fogadható el minden szituációban. Ennek alapján bevezette a grammatikalitás/akceptálhatóság fogalompárt. Grammatikalitás alatt azt vizsgálta, hogy S szólánc G grammatika alapján L nyelvnek jól formált mondata-e. Ezzel szemben az akceptálhatóság azt ellenőrzi, hogy a beszélők egy performancia helyzetben elfogadnak-e érvényes megnyilatkozásnak S láncot.

## Austin
Austin analitikus nyelvfilozófusként leírta azt az elméletét, miszerint a nyelvhasználat nem egyszerűen a cselekvés irányítója, hanem maga a cselekvés is. A nyelvhasználat nemcsak információátvitel, hanem cselekvés is, amit az információátvitellel viszünk véghez. Semmi mást nem kell tenni például a bocsánatkéréshez, mint kimondani, a „bocsánat”, „elnézést”, „ne haragudj”, vagy „bocsáss meg” kifejezéseket. Ezzel tökéletesen ki tudjuk elégíteni a bocsánatkérés aktusát. Ez természetesen nem zárja ki azt, hogy más cselekedetekkel ezt nem lehetne nyomatékosítani, például egy szál virág, vagy egy üveg bor átadásával, de ezek nélkül is teljes a bocsánatkérésünk. A bocsánatkérés tehát akkor történik meg, amikor valaki bocsánatot kér, és nem előbb, és egyetlen kötelező feltétele a fent idézett kifejezések egyikének kimondása. Jól manifesztálható tehát, hogy a „mondás” maga a cselekedet is.
Megnyilatkozásaink egy része a nyelven kívüli világ leírása, tények megállapítása, konstatálása. Ezek a megnyilatkozások igaz vagy hamis melléknévvel illethetőek. Más megnyilatkozásokkal cselekvést hajtunk végre, aktusokat performálunk. Ezek őszinték vagy őszintétlenek.

### Performatívum / konstatívum
Austin elsőként hívta fel a figyelmet a sokféle funkcióra, amit az interperszonális kommunikáció részeként a megnyilatkozások betöltenek. Megmutatta, hogy nagyon sok megnyilatkozás nem információt közvetít, hanem cselekvés értéke van. Ezek a megnyilatkozások nem „írnak le”, vagy „állapítanak meg” semmit, nem számolnak be semmiről, nem igazak vagy hamisak. Ezeket a megnyilvánulásokat nevezte Austin performatívumnak, szemben a konstatívumokkal, melyek a leírás, informálás, megállapítás szerepét töltik be. Mindenki számára jól érzékelhető a funkcionális különbség az „ülj le!” illetve a „magyar gazdaság az elmúlt évben javuló tendenciát mutat” mondatok között. Az elsőt Austin performatívumnak, míg a másodikat konstatívumnak nevezte el. (Austin, 1990. 35)
Ennek azonban nincs sok értelme, erre Austin is rájött, mert a performatív megnyilatkozások, csak annyiban különböznek a többitől, hogy bennük a cselekvési erő explicitté van téve, másrészt pedig a konstatív megnyilatkozásokkal is valamilyen cselekvést hajtunk végre.

### Érvényességi feltételek
Austin hangsúlyozta azt is, hogy bizonyos körülményeknek meg kell lenniük ahhoz, hogy az adott beszédcselekvés sikeres legyen. Bizonyos feltételeket ki kell elégíteniük, ezek a boldogulási feltételek. Például a személynek, aki a beszédcselekvést végrehajtja rendelkeznie kell a szükséges felhatalmazással. Nem ítélheti tíz év börtönbüntetésre senki sem a szomszédját, hacsak nem ő a bíró. Egyetlen honvédelmi miniszteri jogkörrel nem rendelkező állampolgár sem üzenhet hadat egy másik országnak, és egyházi temetést sem celebrálhat senki laikus. 
A sikerességhez szükséges második feltétel a helyes végrehajtás, bizonyos eljárások pontos, és maradéktalan betartása. Erre például, szolgálhatnak bármilyen egyházi liturgikus eljárások. Református templomban Úrvacsorát venni a szereztetési ige elmondása nélkül például lehetetlenség. 
Végül nem szabad megfeledkezni az őszinteségi feltételről, a bocsánatkérés, csak akkor lesz sikeres, ha a beszélő azt őszintén gondolja. Ezen a területen Austin megkülönböztet érzéseket, gondolatokat, és szándékokat, ebből kifolyólag a „részvétem” az „azt tanácsolom…” vagy az „ígérem” csak akkor tölthetik be a beszédaktus funkciójukat, ha fentieken kívül a mögöttük meghúzódó érzések, gondolatok vagy szándékok őszinték.
Gordon és Lakoff a boldogulási feltételeket a direktívákra vonatkozóan punktualizálták, és arra a következtetésre jutottak, hogy a fentieken kívül szükség van arra, hogy 1, a beszélő valóban óhajtsa a kérés végrehajtását, 2, legyen annak biztos tudatában, hogy a hallgató tudja teljesíteni a kérést, végül 3, a hallgató nem teljesítené az adott tevékenységet a beszélő utasítása nélkül.
Konrád 1983-ban ezeket a gondolatokat kiegészítette még azzal, hogy a kérésnek időben meg kell előzni a végrehajtást, ergo a direktívum csak jövő idejű lehet. Krékits hozzátette, hogy nemcsak előidejűség, de időbeli egybeesés is elképzelhető a kérés és a végrehajtás között. Példának Zorin „Kezdet és vég” c. munkájából idéz: „olvasol és olvass is!” Amely állítás – az időbeli egybeesésről – vitatható, hiszen csak a kérés elhangzása után tudja a hallgató, hogy folytatnia kell az olvasást.

## Beszédaktusok osztályozása

### Austin
Austin a beszédaktusokat öt osztályba sorolta, az alábbiak szerint:
1. ítélkezők
2. végrehajtók
3. elkötelezők
4. viselkedők
5. bemutatók

Az ítélkezők jellegzetes példái azok, amikor egy bíróság, döntnök, sportbíró ítéletet hoz. Az ítéletnek azonban nem kell véglegesnek lennie, lehet becslés, saccolás, felmérés is. Valamilyen tényre vagy értékre vonatkozó eredményt közöl, melynek igazságáról különböző okoknál fogva nehéz megbizonyosodni. A végrehajtók csoportja hatalmat, jogokat, vagy befolyást gyakorol. Példa erre a kinevezés, szavazás, utasítás, sürgetés, tanácsolás stb. Az elkötelezőknek jellegzetes esetei elköteleznek valaminek az elvégzésére, de idetartoznak a szándékbejelentések is. A negyedik csoport, a viselkedők csoportja fölöttébb vegyes összetételű, a társas viselkedéssel kapcsolatos megnyilatkozások tartoznak ide. Példa erre a bocsánat kérés, gratulálás, ajánlás stb. Az ötödik csoport a bemutatókat maga Austin is homályosan definiálta. Azok a megnyilatkozások tartoznak ide, amelyek megvilágosítják, hogyan illeszkednek a megnyilatkozásaink, egy vita, társalgás menetébe. 
Mindegyik csoporthoz Austin igéket is rendelt, terjedelmi és relevanciai okokból ezekkel csak az említés szintjén kívánok foglalkozni. Az első csoporthoz az „elítél, tesz, osztályoz, jellemez…”, a másodikhoz a „kinevez, elvet, követel, megkegyelmez, sürget….”, a harmadikhoz az „ígér, szán, javasol, támogat…”,a negyedikhez a „köszönöm, ellenzem, tisztelem, bírálom….”, az ötödikhez az „állít, tudat, megmond, kérdez, elismer, rátér, lezár,….” igéket rendelte.

### Searle

#### Searle osztályozása
John R. Searle, Austin tanítványa, rámutatott mestere gyengéire, és a különböző igék osztályozása helyett a beszédaktusokat értelmük, céljuk, azaz illokúciós erejük felől közelítve rendszerezte, és a következő öt beszédaktus-típust különböztette meg: 
1. Asszertívum (másutt Reprezentatívum)
Az asszertív beszédaktusok a propozíciót a világ tényállásainak reprezentálásaként mutatják be, és céljuk, hogy elkötelezzék a hallgatót az állítás igazsága mellett, de legalábbis vélelmeit alakítsák. Az asszertívumok használatakor a beszélő szavait a világhoz igazítja, saját elgondolásait juttatja kifejezésre, így azok egyaránt lehetnek igazak és hamisak – a beszédaktus őszinteségi feltétele a hiedelem.
A beszélő propozicionális hozzáállását fejezi ki az adott a tényállásról.
Példák: kijelentés, leírás, osztályozás, magyarázat, dicsekvés, eskü stb.
Szerintem igenis léteznek földönkívüliek.

Legtöbbjük alacsony, zöld, nagy szemű lény, és mindkét kezükön három ujj van.

Aki kételkedik ebben, az téved.
2. Direktívum
A direktívumok illokúciós lényege rávenni a hallgatót, hogy a propozíciós tartalomnak megfelelően alakítsa viselkedését. Ebben az esetben a világot akarjuk a szavakhoz igazítani, vagyis a beszédaktus révén szeretnénk elérni, hogy amit kimondunk, az megtörténjen a világban is. A direktívumok őszinteségi feltétele a vágy, ezért nem lehetnek igazak vagy hamisak csak megfogadottak/elutasítottak, beteljesültek/beteljesületlenek.  
A beszélő vágyát fejezi ki, és célja a címzett szándékainak befolyásolása.
Példák: utasítás, parancs, kérés, könyörgés, javaslat, figyelmeztetés, tiltás stb.
Kérlek, csukd be az ablakot!
Becsuknád az ablakot?
Könyörgöm, ne szellőztesd ki az egész lakást!
3. Komisszívum
Minden komisszívum valamilyen elkötelezettség a beszélő részéről, melyben vállalja a propozíciós tartalomban megjelenített aktus lefolyását. A beszédaktus révén a világot próbáljuk a szavakhoz igazítani azáltal, hogy elkötelezzük magunkat valamilyen jövőbeli cselekedet megtétele mellett. A komisszívumok őszinteségi feltétele a szándék, ebből adódóan nincs igazságértékük – megvalósítottak, betartottak, megszegettek lehetnek.
A beszélő szándékát, jövőbeni viselkedését rögzíti, többször a címzett vágyaira irányul.
Példák: ígéret, fogadalom, felajánlás, megállapodás, jótállás, terv, eskü stb. (A fenyegetés is ide sorolható, de a többi példával ellentétben ez nem a hallgató javát szolgálja, hanem érdekei ellen szól.)
Holnap Párizsba utazom.
Megígérem, hogy hozok neked valami finomságot.
Választhatsz, hogy bort, sajtot vagy csokit szeretnél inkább.
4. Expresszívum
Az expresszívum illokúciós lényege egyszerűen a beszédaktus őszinteségi feltételének a kifejezése. Ebben az esetben szavainkat igazítjuk a világhoz, de nem a vélelmeink, hanem érzelmi viszonyulásaink kerülnek előtérbe. A propozíciós tartalom és a valóság között feltételezett az egyezés, ezért a megfeleltetési irány nulla: „Gratulálok, hogy megnyerte a díjat!” – magától értetődőnek tekintjük, hogy megnyerte a díjat. Az expresszívum őszinteségi feltétele típusonként változik. Például: egy bocsánatkérés akkor őszinte, ha a beszélő őszintén sajnálja, ami miatt bocsánatot kér. A gratuláció akkor őszinte, ha a beszélő őszintén örül annak, amiért gratulál a hallgatónak.
Cél a beszélő érzelmeinek kifejezése, a címzett érzelmeinek befolyásolása.
Példák: bocsánatkérés, köszönetnyilvánítás, gratuláció, felköszöntés, részvétnyilvánítás
Gratulálok a sikeres nyelvvizsgádhoz!
Én pedig köszönöm a sok segítséget, anélkül nem sikerült volna.
Sajnálom, hogy a másik tanárnővel nem volt szerencséd, de a lényeg, hogy most már végre megvan az a nyelvvizsga!
5. Deklaráció
A deklaráció illokúciós lényege előidézni a világban valamilyen változást a világ megváltozott reprezentációjával. Kizárólag a beszédaktus sikeres végrehajtása révén tényleges változásokat idéz elő a világban, azonnal végrehajt valamilyen változást a nem-nyelvi világban. Tehát ezzel a beszédaktussal egyszerre igazítjuk a világot a szavainkhoz és szavainkat a világhoz. Ha a pap sikeresen férjnek és feleségnek nyilvánít egy párt, ha a bíróság felmenti a vádlottat vagy ha az ország hadat üzen, azzal egy olyan tényállás válik létezővé a világban, ami azelőtt nem létezett. 
A beszélő jogosítványainak érvényesítése.
Példák
A: Felmondok!
B: Még hogy felmond, ki van rúgva!
C: Kár vitatkozniuk, ugyanis mindketten le vannak tartóztatva!
Készült John R. Searle: Elme, nyelv és társadalom, Vince kiadó, 2000. 147-152. alapján.

#### Közvetett beszédaktusok
Léteznek olyan beszédaktusok, amelyeknek szó szerinti jelentése eltér a szándékolt-beszélő jelentéstől.
Példa
Nagy itt a huzat.
Ideadnád a sót?
Tudja, hogy mikor jön a következő vonat?
Ezekben az esetekben sikeresek a beszédaktusok, elérik a céljukat, vagyis ha megkérdezem, hogy ideadná-e, akkor valószínűleg megkapom azt. Másrészt ezek nem állnak összhangban illokúciós indikátorokkal. Elvileg ki kellene zárnunk az ilyen eseteket a beszédaktus-elméletből, azonban ez hiba lenne, mivel egyértelműen nyelvi cselekvésekről van szó. Searle azokat az eseteket, ahol közvetetten hajtunk végre beszédaktusokat egy másik közvetlen végrehajtásával, közvetett beszédaktusnak nevezi. Más esetekben, amikor a mondat jelentése szisztematikusan eltér a szándékolt jelentéstől, metaforáról, iróniáról, szarkazmusról, túlzó kijelentésről, és eufemizmusról is beszélhetünk. Közvetett beszédaktus lehet például retorikai kérdés, vagy udvariasság.
Közvetett beszédaktusok esetén a szó szerint kifejezett illokúció a másodlagos illokúció, a szándékolt pedig az elsődleges illokúció.
Példa
X: Menjünk el szórakozni éjszaka.
Y: Holnap nagyon korán kell kelnem, sok dolgom lesz.
A válaszmondat másodlagos illokúciója a megállapítás, hogy holnap korán kel, elsődleges illokúciója, az ajánlat visszautasítása.
Egy gyakorlati következtetés folyamata során érjük el az elsődleges illokúciót adott, nem semleges szituációban, a semleges kontextusban elvárható másodlagos illokúcióból:
1. lépés: Tettem egy javaslatot Y-nak, és ő egy megállapítást tett válaszként, ami szerint holnap korán kell kelnie.
2. lépés: Feltételezem azt, hogy Y együttműködik velem a beszélgetésben, és így a megjegyzését relevánsnak szánta.
3. lépés: A releváns válasznak például beleegyezésnek, visszautasításnak, ellenjavaslatnak, tárgyalásnak kell lennie.
4. lépés: Azonban egyik sem volt a szó szerinti megnyilatkozása, így nem volt releváns a válasz.
5. lépés: Így valószínűleg többet gondol, mint amennyit szavai mondanak. Mivel feltételezem, hogy releváns, elsődleges illokúciós mondanivalójának különböznie kell a szó szerintitől.
6.lépés: Tudom, hogy ha sok a dolga, és korán kel, szüksége van arra, hogy ki tudja magát pihenni.
7. lépés: Ennélfogva valószínűleg nem teheti, hogy az éjszaka szórakozzon, és pihenjen is.
8. lépés: Egy javaslat elfogadásának feltétele a képesség a propozíciós tartalmi feltételben állított aktus végrehajtására.
9. lépés: Ezért tudom, hogy olyat mondott, aminek a következménye az, hogy valószínűleg nem tudja elfogadni a javaslatomat.
10. lépés: Tehát elsődleges illokúciós megnyilatkozása valószínűleg a javaslatom visszautasítása.
(Ezeket a okfejtéseket normális beszélgetés során természetesen nem járnánk végig.)

### Récanati
Récanati tovább finomította Austin, illetve Searle osztályzását és négy csoportot különböztetett meg 1981-ben:
(az austini ítélkezőket ő nem tekintette külön kategóriának)
1. prescriptifts
2. prommissifs
3. non représentatifs
4. declaratifs

### Vanderveken
Történelmi kontextusba ágyazva adta elő saját nyelvteóriáját. Igyekezett harmóniát teremteni a klasszikus felfogások és a modern koncepciók között. Ez utóbbi alatt azokat az irányzatokat értette, amelyek a nyelvet nem elszigetelten vizsgálják, hanem működésben írják le. Vanderevken (1988) szerint az alábbi osztályokra oszthatók a beszédaktusok:
1. assertif
2. directif
3. engageant
4. expressif
5. declaratif

### Carlson
Carlson bevezette az informáló illokúciós aktus fogalmát, amikor is a beszélő informálja a beszélgetés összes résztvevőjét valamiről.

### Egyéb kategorizálások
Vendler 1972	Bach – Harnish 1979	Allan 1986
Bemutatók	Állítók	Kijelentők
Elkötelezők	Elkötelezők	
Viselkedők	Bevallók	Kifejezők
Kérdezők	Utasítók		Felszólítók
Végrehajtók		parancsolók
Ítélkezők	Ítélkezők	
Befolyásolók	Megvalósítók	

## Lokúció, illokúció, perlokúció
A beszédaktusok elvégzése során Austin elmélete szerint három alaktust végzünk el, melyek az alábbiak:
- Lokúciós aktus
- Illokúciós aktus
- Perlokúciós aktus

A lokúciós aktus nem más, mint egy nyelvtanilag értelmezhető hangsor. Az illokúciós aktus azt a cselekvést jelöli, amit a lokúcióval megteszünk. Ez lehet kijelentés, ígéret, fenyegetés, tiltás, parancs, köszönés. Minden megnyilatkozás egyben lokúció és illokúció. Ezen két fogalom segítségével lehet értékelni a megnyilatkozásokat.
A perlokúciós aktus a beszélő mondásának hatása a hallgatóra, azaz meggyőzés, megfélemlítés, lelkesítés, megalázás stb. Ezek közül leginkább kutatott terület az illokúciós aktus. Bach Harnish, Searle, Morgan közvetett és közvetlen illokúciós aktust különböztet meg. Clark – Carlson lineáris és laterális közvetett illokúciós aktusokról beszél függően attól, hogy kik a hallgatók. Amennyiben a közvetlen és közvetett címzett azonos, akkor lineáris illokúciós aktust hajt végre a beszélő, amennyiben különböző, akkor laterális illokúciós aktus történik. Laterális illokúciós aktus során előfordulhat, hogy a beszélő látszólag nem a közvetett címzetthez beszél, hanem valaki máshoz. 
Ahogy azt az alábbi példa jól mutatja:
Anya fiához annak barátnője előtt: „Kér még egy csésze kávét?”
Az anya ebben az esetben közvetve azt mondja a nőnek, hogy nem áll szóba vele – de ezt nem mondhatja neki egyenesen, mert akkor önmagát hazudtolná meg. Más példákban a beszélő úgy is tehet, mintha lineárisan beszélne, holott elsődleges illokúciós aktusa laterális:
Mama a 3 hónapos fiához: „Nem gondolod, hogy apa tisztába tehetne téged?”

### Magyar nyelven
- Austin J.L.: Tetten ért szavak. Akadémiai Kiadó, Budapest, 1990.
- Crystal: A nyelv enciklopédiája. Osiris Kiadó, Budapest, 1998.
- C. A. Ferguson, Diglosszia. In: Pap M. – Szépe Gy. (szerk.): Társadalom és nyelv. Gondolat Kiadó, Budapest, 1975. 176–96.
- Deme L.: A beszéd és a nyelv. Tankönyvkiadó, Budapest, 1987.
- C. A. Ferguson, Diglosszia. In: Pap M. – Szépe Gy. (szerk.): Társadalom és nyelv. Gondolat Kiadó, Budapest, 1975. 176–96.
- Krékits J.: Felszólító performatív megnyilatkozások. Budapest, 1995.
- Krékits J.: A bibliai perspektív performatívumok kérdéséhez. In: Hipotézisek és realitások a lingvisztikában Előadások Deme László tiszteletére 75. születésnapja alkalmából. Fejes – Molnár (szerk.) Szeged, 1996. 67–74.
- Kiss J.: Társadalom és nyelvhasználat. Nemzeti Tankönyvkiadó, Budapest, 2002.
- H.P. Grice: A társalgás logikája. In: Pléh- Síklaki- Terestyéni (szerk.): Nyelv- Kommunikáció – Cselekvés. Osiris Kiadó, Budapest, 1997. 213–28
- László J.: A beszédaktusok őszintesége, komolysága, és valódisága. Általános nyelvészeti tanulmányok, XV, Akadémiai Kiadó, Budapest, 1984.
- Pléh- Síklaki- Terestyéni: Nyelv- Kommunikáció – Cselekvés. Osiris Kiadó, Budapest, 1997.
- Pléh- Síklaki- Terestyéni: Nyelv- Kommunikáció – Cselekvés. Osiris Kiadó, Budapest, 2001. 65.
- John R. Searle: Elme, nyelv és társadalom, Vince kiadó, 2000. 151.
- Szili K.: A kérés pragmatikája a magyar nyelvben. Magyar Nyelvőr, 2002/1
- Szili K.: Tetté vált szavak. Tinta Könyvkiadó, Budapest, 2004.
- Terestyéni T.: Kommunikáció, szándék, jelentés. Általános nyelvészeti tanulmányok. XV Akadémiai Kiadó, Budapest, 1985.
- A beszédaktusok elmélete jegyzet – http://anglisztika.ektf.hu/new/content/letoltesek/anglisztika/segedanyagok/an171/BKE06.pdf Archiválva 2016. március 5-i dátummal a Wayback Machine-ben

### Angol nyelven
- A., Keith: Indirect Speech Acts Inferring the Illocutionary Point. In: Jacob L. Mey, Concise Encyclopedia of Pragmatics. pp. 377–380. 1998
- Bach – Harnish: Linguistic Communication and Speech Acts. MA Press, Cambridge, 1979
- K, Barbe: Irony in Context. Benjamins. Amsterdam, 1995
- Blum – Kulka S. – Olshtain E.: Reguest and Apologies. Applied Linguistics.3. 37–71

- D, Boxer: Discourse Issues in Cross-cultural Pragmatics. Annual Review of Applied Linguistics 22. 2002. 150–167.
- D, Crystal: (Ed.), The Cambridge Encyclopedia of Language. Cambridge University Press, Cambridge, 1986
- Gibbs: Do People Always Process the Literal Meanings of Indirect Request? Journal of Experimental Psychology: Learning, Memory, and Cognition 9 1983. 134–42

- H.P.Grice: Utterer’s Meaning and Intentions Philosophical Review 78. 1969. 147–77
- K, Asa (eds). Presupposition, Implicature and Indirect Speech Acts. Routledge, London, 1999
- G. Kasper: Speech Acts in (Inter)Action: Repeated Questions Intercultural Pragmatics 1 2004.125–133.
- H.Kotthoff: Irony, Quotation and Other Forms of Staged Intertextuality: Double or Contrastive Perspectivation in Conversation. Interaction and Linguistic Structures. 5. University of Konstanz, 1998
- Levinson: Pragmatics. Cambridge University Press, Cambridge, 1983
- Risselada: Imperatives and Other Directive Expressions in Latin. J.C. Gieben Publisher, Amsterdam, 1993
- Sadock – Zwicky Speech Act Distinction in Syntax. In: Shopen(ed.) Language Typology and Syntactic Description I: clause structure. Cambridge, Cambridge University Press, 1985
- M, Sbisà: Speech Acts in Context. In: Language and Communication Elsevier Science Amsterdam 2002. 421–436.